# Monte-Carlo Masters 2024
Monte-Carlo Masters 2024 — тенісний турнір, що проходив на ґрунтових кортах у місті Рокбрюн-Кап-Мартен, Франція з 8 до 14 квітня. Належав до категорії ATP Masters 1000, був турніром серії Мастерс Монте-Карло 2024 року.

## Фінальна частина

### Одиночний розряд
Стефанос Ціціпас —  Каспер Рууд 6–1, 6–4

### Парний розряд
Сандер Жіє /  Йоран Вліґен —  Марсело Мело /  Александр Зверєв 5–7, 6–3, [10–5]